# 高尚賢
高尚賢（1484年—1536年），字大賓，號鳳溪、又号鳳岐，河南開封府鈞州新鄭縣人，軍籍，明朝政治人物，官至光祿寺少卿。隆慶時內閣首輔高拱之父。

## 生平
正德五年（1510年）河南鄉試第一名，正德十二年（1517年）丁丑科會試第八十四名，二甲第十四名進士。刑部观政，初授工部营缮司主事，改礼部仪制司主事，升精膳司署员外郎事主事。嘉靖二年二月升任山东按察司佥事，七月提督学校。丁父忧归，服除起补陕西按察司佥事，八年十月升光禄寺少卿，十一年十二月因上疏不具职名，被革职冠帶閑住。十五年卒，享年五十三。有《鳳溪遺藁》。

## 家族
先世諱成者，元末自山西洪洞徙家新鄭，三傳而至贈工部主事諱旺。曾祖高亮；祖父高旺，贈工部主事；父高魁，曾任工部郎中。母李氏（封孺人）。子男五：長子高捷，官南京都察院僉都御史；次子高掇，例授金吾右衛千户；次高拱，歷官少師兼太子太師、吏部尚書、中極殿大學士、兼掌吏部事；次高操，歷官都督府經歷；次高揀，邑學生。女三人：長適士人董萬言，次適舉人馬斯徂，次適知府劉巡。孫男七人：國彦、務實、務本、務觀、務滋、務勤、務儉。